# سرعة الرياح
|  | ساكن (0–2 kn) |
|  | 3–7 kn        |
|  | 8–12 kn       |
|  | 13–17 kn      |
|  | 18–22 kn      |
|  | 23–27 kn      |
|  | 28–32 kn      |
|  | 33–37 kn      |
|  | 38–42 kn      |
|  | 43–47 kn      |
|  | 48–52 kn      |
|  | 53–57 kn      |
|  | 58–62 kn      |
|  | 63–67 kn      |
|  | 98–102 kn     |
|  | 103–107 kn    |

سرعة الرياح وهو التغير في نسبة سرعة غازات الغلاف الجوي. تؤثر سرعة الرياح على التنبؤ الجوي وحركة الملاحة الجوية والبحرية. إضافة إلى مشاريع البناء ومعدل التمثيل الضوئي للنباتات وآثار أخرى لا تعد ولا تحصى.
تقاس سرعة الرياح بواسطة المرياح.
تقاس سرعة الرياح بواسطة الأنيمومتر (1) Anemometer وتحسب عادة بالعقدة في الساعة. والعقدة knot ترادف ما يسمى بالميل البحري Nautical Mile، وهو المسافة التي تشغلها الدقيقة الواحدة على خط الاستواء أو على أحد خطوط الطول، وهي تساوي 1.15 ميل قياسي أو 1.84 كيلو متر. والعقدة هي الوحدة التقليدية المستخدمة في تحديد سرعة السفن منذ عهود الملاحة الشراعية، ولهذا فقد استخدمت كذلك لقياس سرعة الرياح، ومع ذلك فإن سرعة الرياح تحسب في بعض الإحصاءات المناخية بالكيلو متر أو الميل في الساعة. أما اتجاه الرياح فيحدد بواسطة دوارة الرياح Wind vane وتوجد منها عدة أنواع تشترك في أنها تحدد اتجاه الرياح بواسطة ذراع يسهل تحريكه أفقيا بواسطة الرياح، ويدل اتجاه مقدمته على الاتجاه الذي تهب منه الرياح.
والطريقة التقليدية لتوضيح اتجاه الرياح على الخرائط المناخية هي الأسهم التي يمكن أن ترسم بسمك وطول واحد، أو ترسم بطول وسمك يتناسبان مع مرات هبوب الرياح، وهي طريقة تستخدم أحيانا عند رسم الخرائط المناخية لتوضيح الاتجاهات التي تهب منها معظم الرياح، علي حسب المعدلات الشهرية أو السنوية في مناطق واسعة، أما عند تحليل إحصاءات الرياح الخاصة بمحطة أو أكثر من محطات أي منطقة فتوضح النسب المئوية للاتجاهات التي تهب منها الرياح في كل محطة في الشهر أو الفصل أو السنة بواسطة رسم بياني يطلق عليه اسم «وردة الرياح Wind Rose». ويمكن رسمها لتوضيح النسب المئوية للاتجاهات الرياح فقط، وتعرف في هذه الحالة باسم «وردة الرياح البسيطة» كما يمكن رسمها لتوضيح النسب المئوية لاتجاهات الرياح والنسب المئوية للسرعات التي تهب بها رياح كل اتجاه بسرعة معينة. ويطلق عليها في هذه الحالة اسم «وردة الرياح المركبة» وتوضح النسب المئوية للاتجاهات المختلفة لهبوب الرياح بخطوط تتفرع من دائرة صغيرة، وترسم بمقياس رسم معين لتتناسب أطوالها مع النسب المئوية لاتجاهات هبوب الرياح. فإذا ما أريد توضيح السرعات في نفس الشكل فإن السرعات تقسم إلى فئات، وتحسب النسبة المئوية لكل فئة في كل اتجاه، وتقسم الخطوط التي تمثل السرعات إلى أقسام تتناسب أطوالها مع النسب المئوية لفئات السرعة. وفي كلتا الحالتين فإن النسبة المئوية لحالات السكون توضح رقميا في الدائرة الصغيرة المتوسطة